# Haplinis chiltoni
Haplinis chiltoni är en spindelart som först beskrevs av Henry Roughton Hogg 1911.  Haplinis chiltoni ingår i släktet Haplinis och familjen täckvävarspindlar. Inga underarter finns listade i Catalogue of Life.